# Spinogoephanes vieui
Spinogoephanes vieui là một loài bọ cánh cứng trong họ Cerambycidae.